# ÖBB Clase 5047 DMU

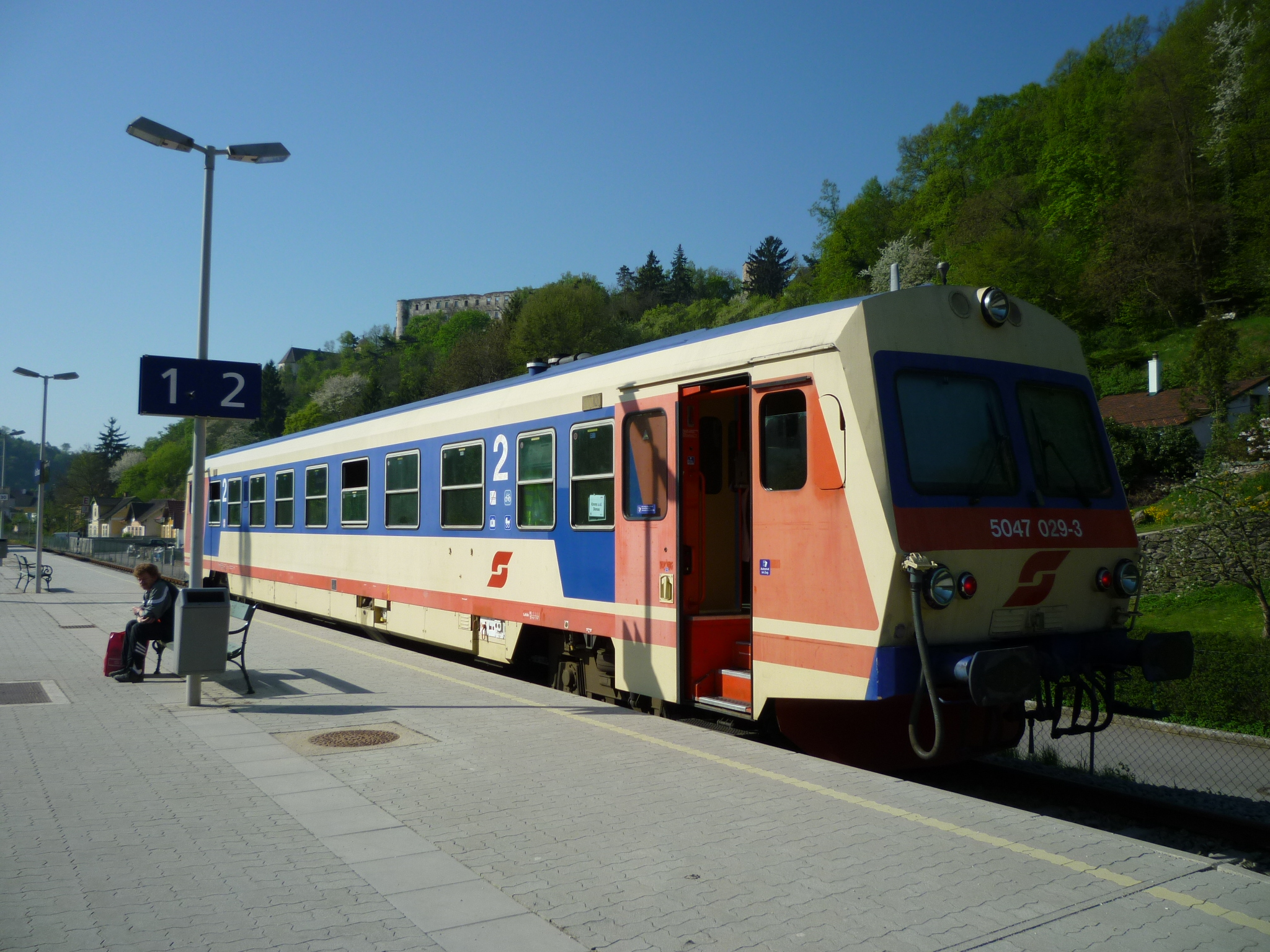

La Classe 5047 DMU és un automotor construït per Jenbacher Werke (Austria) l'any 1987. És una unitat de disseny convencional amb una cabina en cada costat i portes corredisses en cada extrem de la carrosseria. Les cabines del maquinista tenen una porteta connectada al vagó per a revisar els bitllets dels passatgers. El maquinista pot informar els passatgers mitjançant un micròfon a la cabina.
| Tipus:                        | Unitat Múltiple Dièsel de passatgers per a línies secundàries.   |
| ----------------------------- | ---------------------------------------------------------------- |
| Motor:                        | Daimler Benz OM 444A de 420 kW i sis cilindres dièsel (per vagò) |
| Transmissió:                  | Hidràulica                                                       |
| Velocitat màxima              | 120 KPH                                                          |
| Pes:                          | NA                                                               |
| Llongitud total de cada cotxe | 25,42 Metres                                                     |
| Amplada de Vía                | 1.435 mm                                                         |

## Regions on s'utilitzava
Aquest tren s'utilitzava en zones amb pujades en un radi de 200 km al voltant de Viena. També va arribar a Sopron (Hongria) i fins i tot més al sud.

## Producció i empreses contractants
La ÖBB va aconseguir 30 unitats d'aquest tren, la unió Austro-Hongarèsa de companyies ferroviàries GySEV va també comprar algunes unitats.